# لیو چینگ (بازیکن بسکتبال)
لیو چینگ (انگلیسی: Liu Qing؛ زادهٔ ۶ اوت ۱۹۶۴) بازیکن بسکتبال اهل چین است.